# Octave van Nispen tot Pannerden
Jhr. Octave Eugene Carel Marie Ignatius van Nispen tot Pannerden (Groesbeek, 20 januari 1922 - Ede, 12 oktober 2003) was een Nederlands glazenier.

## Biografie
Van Nispen was een lid van de familie Van Nispen en een zoon van burgemeester jhr. Otto Jan Marie van Nispen tot Pannerden (1878-1949) en Clara Eugenia Maria Ignatia barones van Hövell tot Westerflier (1880-1979). Hij trouwde in 1961 met jkvr. Walburgis Josephine Huberta Geertruida Anna Maria van Grotenhuis van Onstein (1922-2009) uit welk huwelijk een dochter werd geboren.
Van Nispen kreeg zijn opleiding aan Kunstoefening te Arnhem en was een leerling van J.H.E. Schilling (1893-1942). Hij was emailleur, glasschilder, vervaardiger van mozaïek, tekenaar en monumentaal kunstenaar; hij maakte ook glas in lood, waaronder het Herdenkingsraam Bevrijding 1940-1945 in Wageningen. 